# Adolphe Deitte
Adolphe Deitte est un administrateur colonial français, né le 29 janvier 1879 à Neuvy-Sautour (Yonne) et mort le 2 juin 1949 à Nice. Il fut Lieutenant-gouverneur du Tchad (1928-1929) et  de l'Oubangui-Chari (1930-1934), puis Gouverneur délégué du Tchad et de l'Oubangui-Chari de 1934 à 1935. Il fut gouverneur de Côte d'Ivoire de 1935 à 1936, en remplacement de Dieudonné Reste. Il sera remplacé à Abidjan par Gaston Mondon.

## Décorations
- Officier de la Légion d'honneur (21 octobre 1932
  -  Chevalier de la Légion d'honneur (9 janvier 1923)